# Charles Rigon Matos
Charles Rigon Matos (Santiago, 19 de junho de 1996) é um futebolista brasileiro que atua como volante. Atualmente joga pelo Corinthians.

## Carreira

### Início
Nascido em Santiago, Charles começou nas categorias de base do Santo Ângelo e foi promovido ao time principal em 2015. Ele começou a temporada como meio-campista ofensivo e depois passou para a posição de lateral direito.

### Internacional
Em 11 de junho de 2015, chegou nas categorias de base Internacional. Em 2016, jogando pelo Internacional B, conquistou a Copa FGF.
Em 1 de fevereiro de 2017, fez sua estreia como profissional ao entrar no lugar de Anselmo aos 39 minutos na vitória por 2-1 sobre o Brasil de Pelotas, na Primeira Liga. Alguns dias depois, marcou seu primeiro gol pelo clube na vitória por 1 a 0 sobre Fluminense, na mesma competição. Em 2 de março de 2017, renovou seu contrato até 2020.

#### Sport Recife
No dia 16 de janeiro de 2019, foi emprestado para o Sport Recife com contrato de um ano.

### Ceará
O Ceará confirmou, em 31 de dezembro de 2019, que adquiriu 50% dos direitos de Charles por 3 milhões de reais, sendo os 50% restantes pertencentes ao Internacional.

### Midtjylland
Em junho de 2021, assinou um contrato de cinco anos com o Midtjylland, vice-campeão do Campeonato Dinamarquês na época. Ao assinar com o clube, afirmou que a presença de outros jogadores brasileiros no time, incluindo Paulinho, Evander e Júnior Brumado, ajudou em sua escolha, assim como a perspectiva de disputar competições europeias.
Ele fez sua estreia pelo Midtjylland em 24 de julho de 2021, na segunda rodada da temporada 2021-22 em um jogo contra o AaB, entrando como substituto de Mikael Anderson na vitória do Midtjylland por 1-0. Em 26 de maio de 2022, foi campeão da Copa da Dinamarca 2021–22. Em 26 de maio de 2024, foi campeão do Campeonato Dinamarquês 2023–24. O clube dinamarquês se despediu do atleta em 24 de julho de 2024, após sua venda para o futebol brasileiro. Foram 101 jogos disputados, nove gols marcados e sete assistências.

### Corinthians
Em 24 de julho de 2024, foi anunciado pelo Corinthians com um contrato até o fim de 2028. Sua estreia aconteceu no dia 25 de julho de 2024, no empate por 2-2 contra o Grêmio, na Neo Química Arena, pelo Campeonato Brasileiro 2024. No dia seguinte (26), após a estreia, foi apresentado oficialmente no CT Joaquim Grava. Em 8 de dezembro de 2024, marcou seu primeiro gol com a camisa do Corinthians, na vitória por 3-0 contra o Grêmio, na Arena do Grêmio, pelo Campeonato Brasileiro 2024. Em 27 de março de 2025, sagrou-se campeão do Campeonato Paulista 2025 após o empate contra o Palmeiras por 0x0, porém o jogo de ida o Corinthians venceu por 1-0.

## Estatísticas
Atualizadas até 11 de agosto de 2025.
Clubes
| Clube             | Temporada         | Campeonato nacional | Campeonato nacional | Campeonato nacional | Copa nacional[a] | Copa nacional[a] | Copa nacional[a] | Competições continentais[b] | Competições continentais[b] | Competições continentais[b] | Outros torneios[c] | Outros torneios[c] | Outros torneios[c] | Total | Total | Total   |
| Clube             | Temporada         | Jogos               | Gols                | Assist.             | Jogos            | Gols             | Assist.          | Jogos                       | Gols                        | Assist.                     | Jogos              | Gols               | Assist.            | Jogos | Gols  | Assist. |
| ----------------- | ----------------- | ------------------- | ------------------- | ------------------- | ---------------- | ---------------- | ---------------- | --------------------------- | --------------------------- | --------------------------- | ------------------ | ------------------ | ------------------ | ----- | ----- | ------- |
| Santo Ângelo      | 2015              | —                   | —                   | —                   | —                | —                | —                | —                           | —                           | —                           | 14                 | 2                  | 0                  | 14    | 2     | 0       |
| Santo Ângelo      | Total             | —                   | —                   | —                   | —                | —                | —                | —                           | —                           | —                           | 14                 | 2                  | 0                  | 14    | 2     | 0       |
| Internacional     | 2017              | 17                  | 0                   | 0                   | 3                | 1                | 0                | —                           | —                           | —                           | 10                 | 1                  | 0                  | 30    | 2     | 0       |
| Internacional     | 2018              | 2                   | 0                   | 0                   | —                | —                | —                | —                           | —                           | —                           | 5                  | 0                  | 0                  | 7     | 0     | 0       |
| Internacional     | Total             | 19                  | 0                   | 0                   | 3                | 1                | 0                | —                           | —                           | —                           | 15                 | 1                  | 0                  | 37    | 2     | 0       |
| Sport             | 2019              | 34                  | 2                   | 1                   | 1                | 0                | 0                | —                           | —                           | —                           | 12                 | 1                  | 0                  | 47    | 3     | 1       |
| Sport             | Total             | 34                  | 2                   | 1                   | 1                | 0                | 0                | —                           | —                           | —                           | 12                 | 1                  | 0                  | 47    | 3     | 1       |
| Ceará             | 2020              | 31                  | 2                   | 2                   | 9                | 0                | 0                | —                           | —                           | —                           | 15                 | 1                  | 0                  | 55    | 3     | 2       |
| Ceará             | 2021              | 6                   | 0                   | 0                   | 2                | 0                | 0                | 6                           | 0                           | 0                           | 7                  | 0                  | 1                  | 21    | 0     | 1       |
| Ceará             | Total             | 37                  | 2                   | 2                   | 11               | 0                | 0                | 6                           | 0                           | 0                           | 22                 | 1                  | 1                  | 76    | 3     | 3       |
| Midtjylland       | 2021–22           | 23                  | 1                   | 1                   | 6                | 1                | 0                | 9                           | 0                           | 0                           | —                  | —                  | —                  | 38    | 2     | 1       |
| Midtjylland       | 2022–23           | 20                  | 0                   | 2                   | 2                | 0                | 0                | 6                           | 0                           | 0                           | —                  | —                  | —                  | 28    | 0     | 2       |
| Midtjylland       | 2023–24           | 27                  | 4                   | 0                   | 1                | 1                | 0                | 5                           | 0                           | 0                           | —                  | —                  | —                  | 33    | 5     | 0       |
| Midtjylland       | Total             | 70                  | 5                   | 3                   | 9                | 2                | 0                | 20                          | 0                           | 0                           | —                  | —                  | —                  | 99    | 7     | 3       |
| Corinthians       | 2024              | 13                  | 1                   | 0                   | 5                | 0                | 0                | 6                           | 0                           | 0                           | —                  | —                  | —                  | 24    | 1     | 0       |
| Corinthians       | 2025              | 9                   | 0                   | 0                   | 4                | 0                | 0                | 3                           | 0                           | 0                           | 10                 | 0                  | 1                  | 26    | 0     | 1       |
| Corinthians       | Total             | 22                  | 1                   | 0                   | 9                | 0                | 0                | 9                           | 0                           | 0                           | 10                 | 0                  | 1                  | 50    | 1     | 1       |
| Total na carreira | Total na carreira | 182                 | 10                  | 6                   | 33               | 3                | 0                | 35                          | 0                           | 0                           | 73                 | 5                  | 2                  | 323   | 18    | 8       |

- a. ^ Jogos da Copa do Brasil e Copa da Dinamarca
- b. ^ Jogos da Copa Sul-Americana, Liga Europa e Liga dos Campeões da UEFA
- c. ^ Jogos do Campeonato Gaúcho, Primeira Liga do Brasil, Campeonato Pernambucano, Campeonato Cearense, Copa do Nordeste e Campeonato Paulista

## Títulos
Sport
- Campeonato Pernambucano: 2019[carece de fontes?]

Ceará
- Copa do Nordeste: 2020[carece de fontes?]

Midtjylland
- Campeonato Dinamarquês: 2023–24[carece de fontes?]
- Copa da Dinamarca: 2021–22[carece de fontes?]

Corinthians
- Campeonato Paulista: 2025[carece de fontes?]

## Links externos
- Charles (em português) em Sofascore
- Charles (em português) em Soccerway